# 341

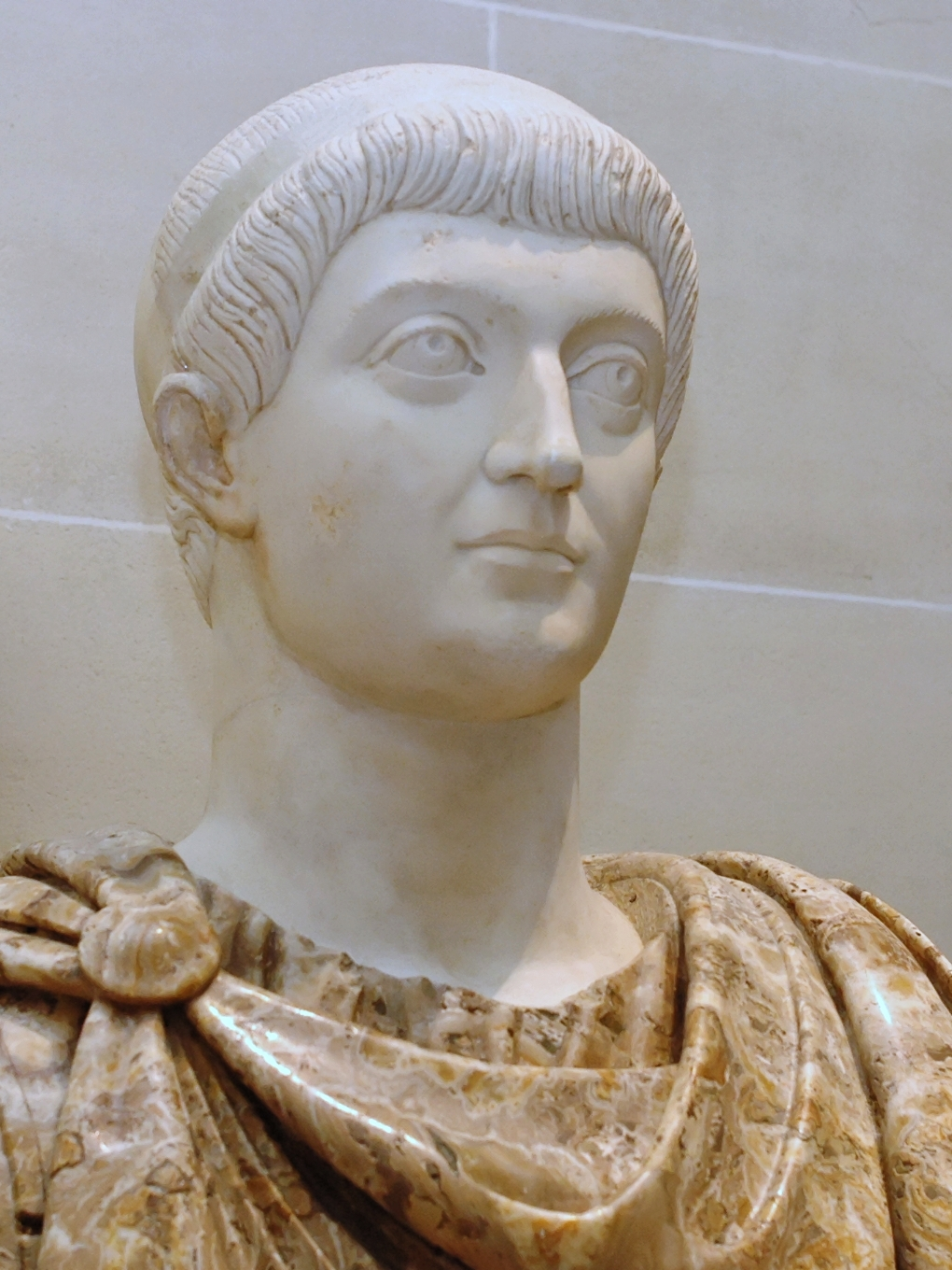
Keizer Constans I

Het jaar 341 is het 41e jaar in de 4e eeuw volgens de christelijke jaartelling.

## Gebeurtenissen

### Europa
- Keizer Constans I voert een succesvolle veldtocht tegen de Franken. Tevens verbiedt hij in Gallië het brengen van heidense offers.
- Volgens de legende wordt Ezonstad (Friesland) gesticht door Odilbald, zesde hertog van de Friezen (waarschijnlijke datum).

### Balkan
- Wulfila wordt bisschop van de Visigoten. Hij bekeert de Germaanse stammen tot het christendom en leidt hen naar Pleven (Bulgarije).

### Syrië
- Marcellus van Ancyra wordt tijdens de Synode van Antiochië op verdenking van sabellianisme wegens ketterij veroordeeld.

## Overleden
- Paulus van Thebe, christelijke heilige en kluizenaar (waarschijnlijke datum)